# Колосов Олександр Олександрович
Колосов Олександр Олександрович (нар. 2 серпня 1862 — 26 березня 1937) — російський і радянський гістолог, доктор медицини (1892), професор (1895). Учень К. З. Кучина.

## Біографія
Олександр Колосов народився 21 липня (2 серпня) 1862 року в місті Суми Харківської губернії. Закінчив сумську гімназію зі золотою медаллю. У 1886 році закінчив медичний факультет Харківського університету і був залишений штатним помічником прозектора при кафедрі гістології та ембріології. У 1889 році перейшов у Московський університет, де працював асистентом кафедри гістології, ембріології та порівняльної анатомії, що очолював А. В. Бабухін. У 1892 році захистив докторську дисертацію на тему «Про будову плевроперитонального і судинного епітелію (ендотелію)». У 1892—1895 роках працював прозектором і доцентом. З 1895 року — екстраординарний професор кафедри гістології Варшавського університету, з 1898 року — ординарний професор. У 1915 році, у зв'язку з евакуацією, переїхав до Ростова-на-Дону. Був професором кафедри гістології та ембріології Північнокавказького університету (з 1930 року — медичного інституту).
Опублікував 16 робіт, що мали велике наукове значення. Основну увагу у своїх роботах він приділяв вивченню будови епітелію й м'язової тканини. Створив велику колекцію гістологічних препаратів. Сконструював модель лабораторної парафінової лазні. Серед його учнів професора Н. В. Зазибін, К. А. Лавров, С. Р. Часовников.

Н. В. Зазибін згадував про свого вчителя: 
.

## Твори
- О строении плевроперитонеального и сосудистого эпителия (эндотелия), дисс., М., 1892;
- О строении поперечнополосатых мышечных волокон у позвоночных и членистоногих, Дневник 12-го съезда рус. естествоисп. и врачей, № 5, прилож., с. 1, М., 1910;
- О взаимоотношениях клеток и о соковых канальцах в покровных и железистых эпителиях и в гладкой мышечной ткани, Рус. арх. анат., гистол, и эмбриол., т. 4, в. 1, с. 3, 1925.